# Alekszandr Vasziljevics Bortnyikov
Alekszandr Vasziljevics Bortnyikov (oroszul: Александр Васильевич Бортников; Perm, 1951. november 15. –) orosz titkosszolgálati tiszt, 2006-tól tábornok, 2008. május 12-től a Szövetségi Biztonsági Szolgálat (FSZB) vezetője. A legnagyobb orosz teherhajózási társaság, az állami tulajdonú Szovkomflot igazgatótanácsának tagja.
A Leningrádi Vasútközlekedési Műszaki Főiskolán végzett 1973-ban. Két évet a Szovjet Vasutaknál dolgozott Gatcsinában. 1975-től a KGB-nél, majd annak utódszervezeténél, az FSZB-nél dolgozott Leningrádban. 2003 júniusa és 2004 szeptembere között az FSZB Szentpétervári Igazgatóságának vezetője volt. 2004. február 24-én az FSZB Gazdaságbiztonsági Szolgálatának vezetőjévé nevezték ki, mely beosztást 2008. május 12-ig töltötte be, amikor a Nemzetbiztonsági Tanács élére távozott Nyikolaj Patrusev utódjaként kinevezték az FSZB igazgatójává.